# 埃普 (埃纳省)
埃普（法語：Eppes，法語發音：[ɛp]）是法国上法蘭西大區埃纳省的一个市镇，属于拉昂区。

## 地理
埃普（49°33'26"N, 3°44'15"E）面积7.71 平方千米，位于法国上法蘭西大區埃纳省，该省份为法国北部内陆省份，北起北部省，西接索姆省和瓦兹省，东临阿登省和马恩省，西南至塞纳-马恩省，东北部与比利时接壤。
与埃普接壤的市镇（或旧市镇、城区）包括：阿蒂苏拉昂、库西莱塞普、费斯蒂约、莫勒尼昂奈、帕尔丰德吕、萨穆西、韦吕。

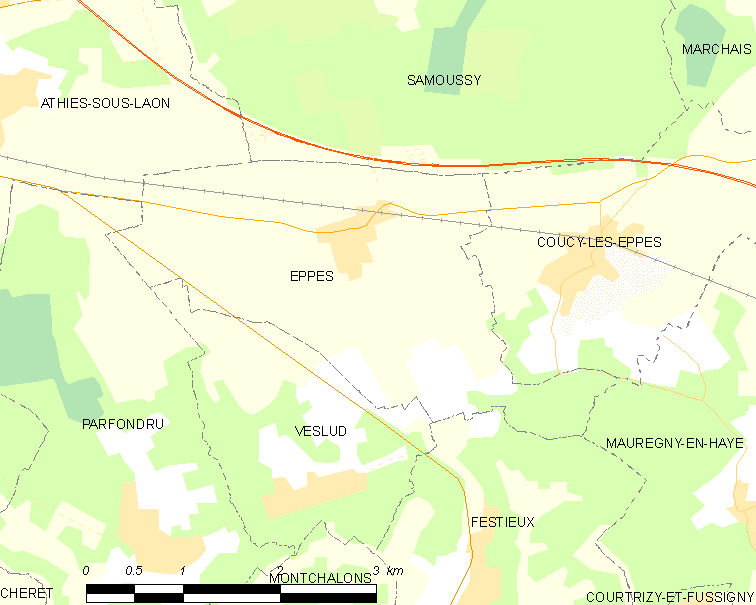
的OSM定位图

埃普的时区为UTC+01:00、UTC+02:00（夏令时）。

## 行政
埃普的邮政编码为02840，INSEE市镇编码为02282。

## 政治
埃普所属的省级选区为拉昂第二县。

## 人口

1962-2008年间人口变化图示

埃普于2022年1月1日时的人口数量为438人。